# Bernardo II di Sassonia-Jena
Bernardo di Sassonia-Jena (Weimar, 14 ottobre 1638 – Jena, 3 maggio 1678) fu duca di Sassonia-Jena.

## Biografia
Era il sesto figlio del duca Guglielmo di Sassonia-Weimar e di Eleonora Dorotea di Anhalt-Dessau.
Frequentò l'Università di Jena dal febbraio del 1654 fino al novembre del 1657.
Successivamente entrò a far parte degli affari politici del padre quando gli venne scelta come consorte una nobile francese, Marie Charlotte de La Trémoille, per rafforzare l'unione tra la dinastia Wettin e il re Luigi XIV di Francia. Dopo anni di trattative, il matrimonio venne celebrato a Parigi il 10 giugno 1662. Un mese prima era morto il duca Guglielmo il cui ducato iniziò ad essere diviso tra i suoi due figli maggiori, Giovanni Ernesto II di Sassonia-Weimar e Adolfo Guglielmo di Sassonia-Eisenach, fratelli quindi Bernardo.
Nel 1672 Giovanni Ernesto II spartì ulteriormente il proprio ducato tra i fratelli maschi sopravvissuti: a Bernardo spettò la Sassonia-Jena. A Jena già risiedeva con la moglie subito dopo il matrimonio e lì nacquero i quattro figli della nuova coppia ducale:
1. Guglielmo (Jena, 24 luglio 1664 - Jena, 21 giugno 1666).
2. figlia nata morta (Jena, 7 aprile 1666).
3. Bernardo (Jena, 9 novembre 1667 - Jena, 26 aprile 1668).
4. Carlotta Maria (Jena, 20 dicembre 1669 - Gräfentonna, 6 gennaio 1703), sposò il 2 novembre 1683 Guglielmo Ernesto, duca di Sassonia-Weimar; divorziarono nel 1690.
5. Giovanni Guglielmo, duca di Sassonia-Jena (Jena, 28 marzo 1675 - Jena, 4 novembre 1690).

Il matrimonio tra Bernardo e Marie Charlotte, dettato dalla ragion di stato, fu molto infelice. Bernardo cercò infatti di divorziare dalla moglie per sposare la dama di corte Emilie Eleonore von Kospoth da cui aveva avuto una figlia poi legittimata nel 1676;
- Emilie Eleonore von Kospoth (Dornburg, 1674-Merseburg, 1709) data poi in sposa a Otto Wilhelm von Tümpling.

Nessun teologo o giurista gli concesse l'annullamento ma volle ugualmente trattare l'amante alla stregua di una duchessa consorte versandole una rendita annuale di 1000 Taler. Arrivò inoltre a sposarla in segreto nel 1674, dinanzi a un prete gesuita.
Alla morte di Bernardo nel 1678 venne a succedergli suo figlio legittimo Giovanni Guglielmo.

## Ascendenza
|                                     |                              |                                        | Genitori                          |  |  | Nonni |  |  | Bisnonni                              |  |  | Trisnonni                       |  |
|                                     |                              |                                        |                                   |  |  |       |  |  | Giovanni Guglielmo di Sassonia-Weimar |  |  | Giovanni Federico I di Sassonia |  |
|                                     |                              |                                        |                                   |  |  |       |  |  | Giovanni Guglielmo di Sassonia-Weimar |  |  | Giovanni Federico I di Sassonia |  |
|                                     |                              | Sibilla di Jülich-Klebe-Berg           |                                   |  |  |       |  |  | Giovanni Guglielmo di Sassonia-Weimar |  |  |                                 |  |
| Giovanni di Sassonia-Weimar         |                              |                                        |                                   |  |  |       |  |  | Giovanni Guglielmo di Sassonia-Weimar |  |  |                                 |  |
|                                     |                              | Dorotea Susanna di Wittelsbach-Simmern | Federico III del Palatinato       |  |  |       |  |  |                                       |  |  |                                 |  |
|                                     |                              | Dorotea Susanna di Wittelsbach-Simmern | Federico III del Palatinato       |  |  |       |  |  |                                       |  |  |                                 |  |
|                                     |                              | Dorotea Susanna di Wittelsbach-Simmern | Maria di Brandeburgo-Kulmbach     |  |  |       |  |  |                                       |  |  |                                 |  |
| Guglielmo di Sassonia-Weimar        |                              | Dorotea Susanna di Wittelsbach-Simmern |                                   |  |  |       |  |  |                                       |  |  |                                 |  |
|                                     |                              | Gioacchino Ernesto di Anhalt           | Giovanni II di Anhalt-Dessau      |  |  |       |  |  |                                       |  |  |                                 |  |
|                                     |                              | Gioacchino Ernesto di Anhalt           | Giovanni II di Anhalt-Dessau      |  |  |       |  |  |                                       |  |  |                                 |  |
|                                     |                              | Gioacchino Ernesto di Anhalt           | Margherita di Brandeburgo         |  |  |       |  |  |                                       |  |  |                                 |  |
| Dorotea Maria di Anhalt             |                              | Gioacchino Ernesto di Anhalt           |                                   |  |  |       |  |  |                                       |  |  |                                 |  |
|                                     |                              | Eleonora di Württemberg                | Cristoforo di Württemberg         |  |  |       |  |  |                                       |  |  |                                 |  |
|                                     |                              | Eleonora di Württemberg                | Cristoforo di Württemberg         |  |  |       |  |  |                                       |  |  |                                 |  |
|                                     |                              | Eleonora di Württemberg                | Anna Maria di Brandeburgo-Ansbach |  |  |       |  |  |                                       |  |  |                                 |  |
| Bernardo II di Sassonia-Jena        |                              | Eleonora di Württemberg                |                                   |  |  |       |  |  |                                       |  |  |                                 |  |
|                                     | Gioacchino Ernesto di Anhalt | Giovanni II di Anhalt-Dessau           |                                   |  |  |       |  |  |                                       |  |  |                                 |  |
|                                     | Gioacchino Ernesto di Anhalt | Giovanni II di Anhalt-Dessau           |                                   |  |  |       |  |  |                                       |  |  |                                 |  |
|                                     | Gioacchino Ernesto di Anhalt | Margherita di Brandeburgo              |                                   |  |  |       |  |  |                                       |  |  |                                 |  |
| Giovanni Giorgio I di Anhalt-Dessau | Gioacchino Ernesto di Anhalt |                                        |                                   |  |  |       |  |  |                                       |  |  |                                 |  |
|                                     |                              | Agnese di Barby                        | Wolfgang von Barby                |  |  |       |  |  |                                       |  |  |                                 |  |
|                                     |                              | Agnese di Barby                        | Wolfgang von Barby                |  |  |       |  |  |                                       |  |  |                                 |  |
|                                     |                              | Agnese di Barby                        | …                                 |  |  |       |  |  |                                       |  |  |                                 |  |
| Eleonora Dorotea di Anhalt-Dessau   |                              | Agnese di Barby                        |                                   |  |  |       |  |  |                                       |  |  |                                 |  |
|                                     |                              | …                                      | …                                 |  |  |       |  |  |                                       |  |  |                                 |  |
|                                     |                              | …                                      | …                                 |  |  |       |  |  |                                       |  |  |                                 |  |
|                                     |                              | …                                      | …                                 |  |  |       |  |  |                                       |  |  |                                 |  |
| Dorotea del Palatinato-Simmern      |                              | …                                      |                                   |  |  |       |  |  |                                       |  |  |                                 |  |
|                                     |                              | …                                      | …                                 |  |  |       |  |  |                                       |  |  |                                 |  |
|                                     |                              | …                                      | …                                 |  |  |       |  |  |                                       |  |  |                                 |  |
|                                     |                              | …                                      | …                                 |  |  |       |  |  |                                       |  |  |                                 |  |
|                                     |                              | …                                      |                                   |  |  |       |  |  |                                       |  |  |                                 |  |